# Lizeth Mahecha
Lizeth Yamile Mahecha Arévalo (6 de diciembre de 1971) es una abogada y reina de belleza colombiana que fue ganadora del título Señorita Colombia en 1989 y concursante en el certamen Miss Universo de 1990, en el ganó en título de segunda finalista "2nd Runner-up".

## Carrera
En 1989 participó en el Concurso Nacional de Belleza representando al departamento del Atlántico. Mahecha fue la vencedora del concurso y representó a su país en Miss Universo 1990, logrando el título de segunda finalista. Luego ingresó a la Universidad del Norte, donde obtuvo su grado en Derecho. En 1996 formó parte del elenco de la telenovela Guajira. Años más tarde se casó y se mudó a Canadá, donde vive actualmente con su esposo y sus dos hijos.